# Cladonia decorticata
Cladonia decorticata (Flörke) Spreng., 1827 è una specie di lichene appartenente al genere Cladonia, dell'ordine Lecanorales.
Il nome proprio deriva dal latino decorticatus, che significa, letteralmente, privo della corteccia, scorticato, ad indicare che questa specie è priva dello strato esterno o comunque è screpolato.

## Caratteristiche fisiche
Il sistema di riproduzione è principalmente asessuato, attraverso i soredi o strutture similari, quali ad esempio i blastidi. Il fotobionte è principalmente un'alga verde delle Trentepohlia, di preferenza una Trebouxia.

## Habitat
Questa specie si adatta soprattutto a climi da alpino di tipo artico a montano di tipo boreale. Prevalentemente circumboreale, è stata rinvenuta su suoli minerali, più raramente su suoli organici e su legni in decomposizione in spazi aperti; nelle Alpi la diffusione è limitata ai suoli silicei. Predilige un pH del substrato da molto acido a valori intermedi fra molto acido e subneutro puro. Il bisogno di umidità è mesofitico.

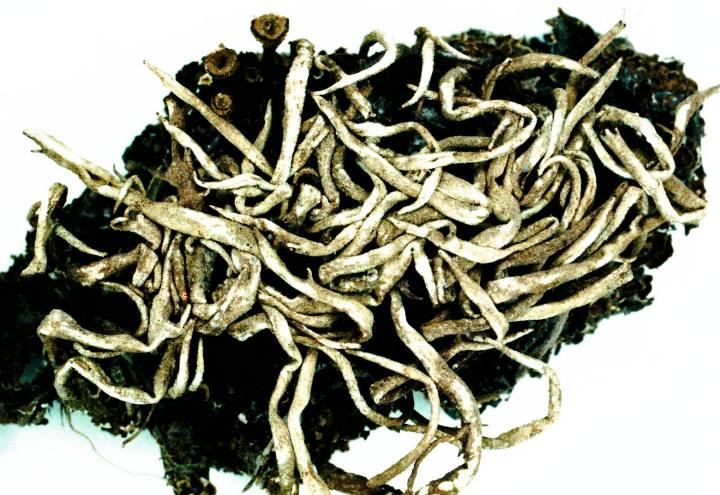
Cladonia decorticata

## Località di ritrovamento
La specie è stata rinvenuta nelle seguenti località:
- Germania (Meclemburgo, Baviera, Brandeburgo, Baden-Württemberg, Renania-Palatinato);
- Canada (Ontario, Manitoba, Québec (provincia), Saskatchewan, Columbia Britannica);
- USA (Wisconsin, Colorado, Vermont, Illinois, Alaska, Distretto di Columbia, Iowa, New Hampshire, Maine, New York, Virginia Occidentale, Michigan);
- Spagna (Cantabria);
- Russia (Oblast di Tomsk);

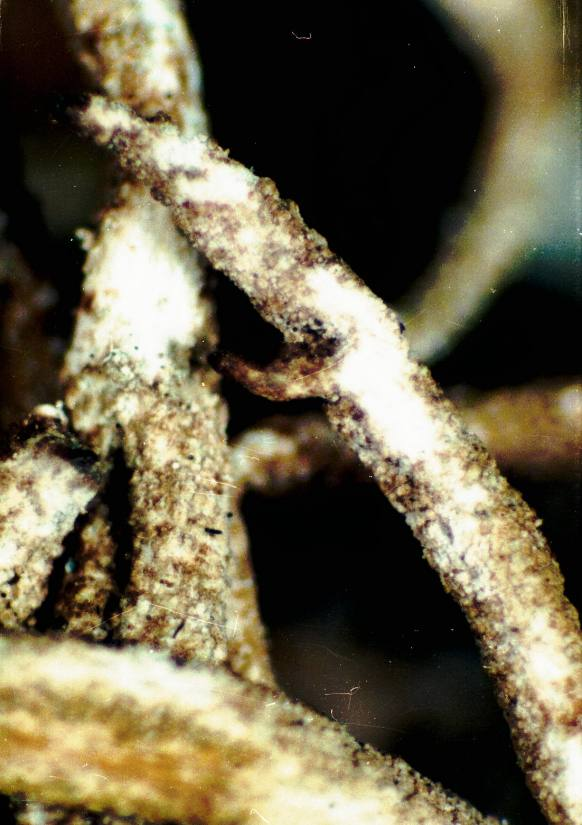
Cladonia decorticata

- Argentina, Austria, Bhutan, Estonia, Finlandia, Groenlandia, Isole Canarie, Lussemburgo, Madera, Norvegia, Polonia, Repubblica Ceca, Romania, Svezia, Ungheria.

In Italia questa specie di Cladonia è estremamente rara: 
- Trentino-Alto Adige, estremamente rara
- Val d'Aosta, estremamente rara
- Piemonte, estremamente rara sui monti dell'arco alpino, non rinvenuta nel resto della regione
- Lombardia, estremamente rara nelle zone alpine e di confine col Trentino; non rinvenuta altrove
- Veneto, non è stata rinvenuta
- Friuli, non è stata rinvenuta
- Emilia-Romagna, non è stata rinvenuta

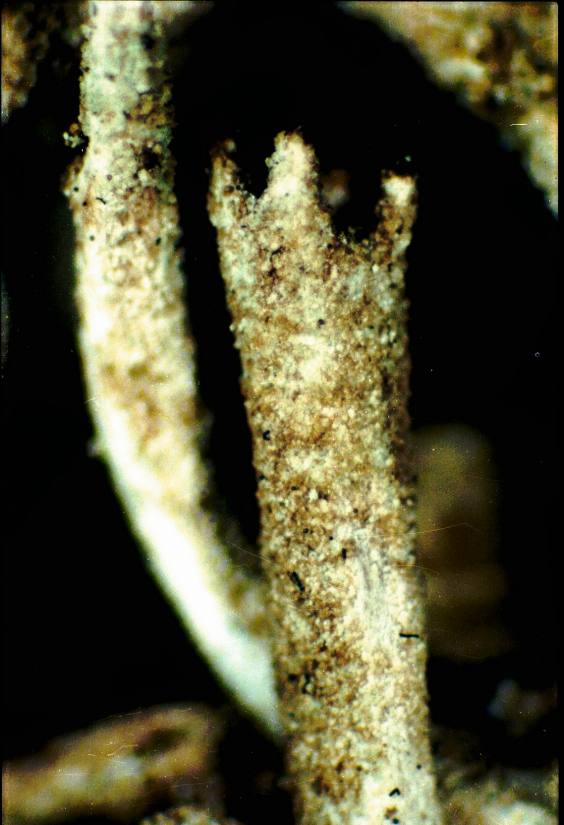
Cladonia decorticata

- Liguria, non è stata rinvenuta
- Toscana, non è stata rinvenuta
- Umbria, non è stata rinvenuta

- Marche, non è stata rinvenuta
- Lazio, non è stata rinvenuta
- Abruzzi, non è stata rinvenuta
- Molise, non è stata rinvenuta
- Campania, non è stata rinvenuta
- Puglia, non è stata rinvenuta
- Basilicata, non è stata rinvenuta
- Calabria, non è stata rinvenuta
- Sicilia, non è stata rinvenuta
- Sardegna, non è stata rinvenuta.[2]

## Tassonomia

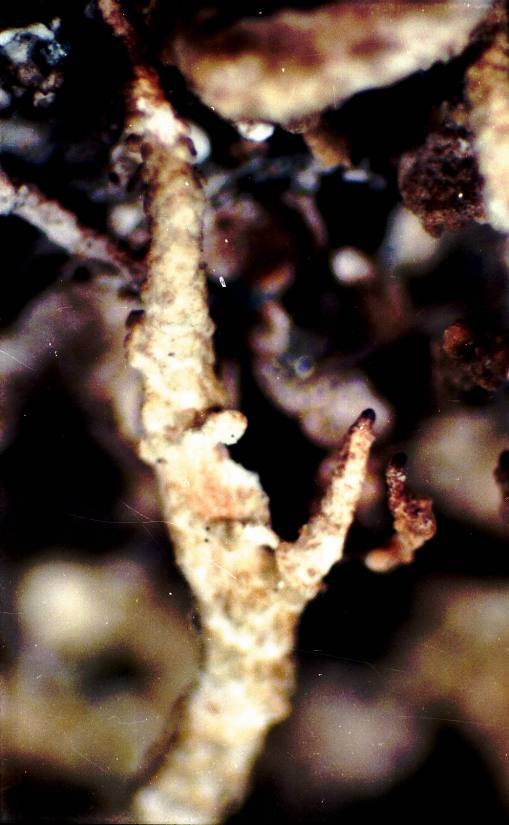
Cladonia decorticata

Questa specie è di incerta attribuzione per quanto riguarda la sezione; a tutto il 2008 non sono state identificate forme, sottospecie o varietà.

## Collegamenti esterni

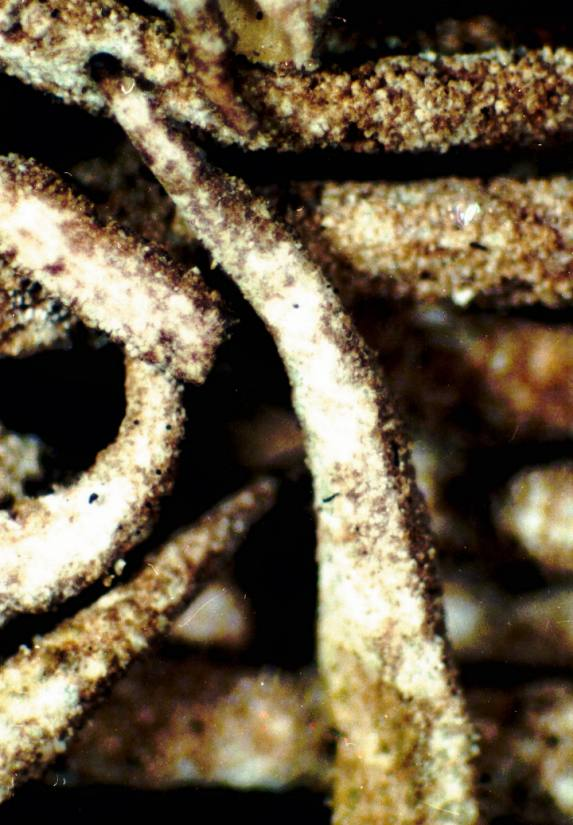
Cladonia decorticata